# Station Keskastel
Station Keskastel is een spoorwegstation in de Franse gemeente Keskastel.